# فقه الواقع
فقه الواقع أو فقه النوازل أو فقه الأحداث. هو فقه أوجده الإمام ابن القيم وهو الفقه المبني على دراسة الواقع المعيش، دراسة دقيقة مستوعبة لكل جوانب الموضوع، معتمدة على أصح المعلومات وأدق البيانات والإحصاءات. وقد عرفه الشيخ ناصر الدين الألباني بقوله «هو الوقوف على ما يهم المسلمين مما يتعلق بشؤونهم أو كيد أعدائهم، لتحذيرهم والنهوض بهم واقعيًا لا نظريًا، أو انشغالاً بأفكار الكفار وأنبائهم... أو إغراقًا بتحليلاتهم وأفكارهم.» وقال مارك أ جبريال الكاتب والمتخصص في الشئون الإسلامية والقانون الدولى لحقوف الإنسان: «فقه الواقع هو العلم الذي يساعد علماء الإسلام على الوقوف والإلمام بواقع المسلمين وربطه بنمط الحياة العاصرة وضغوطها ومشكلاتها، الأمر الذي يجعلها تختتلف تمامآ عن حال المسلمين في العصور المتأخرة، الأمر الذي يستدعى اجتهادات وفتاواى جديدة تساعد على تقدم المسلمين وتحافظ على صيانة حقوق الإنسان ونشر العدل والمساواة وقبول الآخرين مهما كان شكل الاختلافات بينهم وبين المسلمين.»